# Liste des sénateurs du Haut-uele
 (avril 2025).
Voici un historique des sénateurs pour la Province de haut-uele.
La Ville Province de haut-uele compte 4 sénateur. Les sénateurs de haut-uele sont élus au second degré par l'Assemblée provinciale de haut-uele.

## Mandature 2019-2024
L'élection des sénateurs a lieu le 15 mars 2019[2, la validation des mandats se déroule le 5 avril 2019  au siège de Sénat.
| Prénom Nom Post-Nom           | Sexe | Parti | Notes          |
| ----------------------------- | ---- | ----- | -------------- |
| Baseane Nagaa Christophe      | M    | ADRP  | élu par 7 voix |
| Lola Kisanga Jean-Pierre      | M    | AAB   | élu par 6 voix |
| Bakomito Gambu jean           | M    | ARDC  | élu par 3 voix |
| Batumuko Afozunde Jean-Pierre | M    | AABC  | élu par 2 voix |